# Józef Pankiewicz

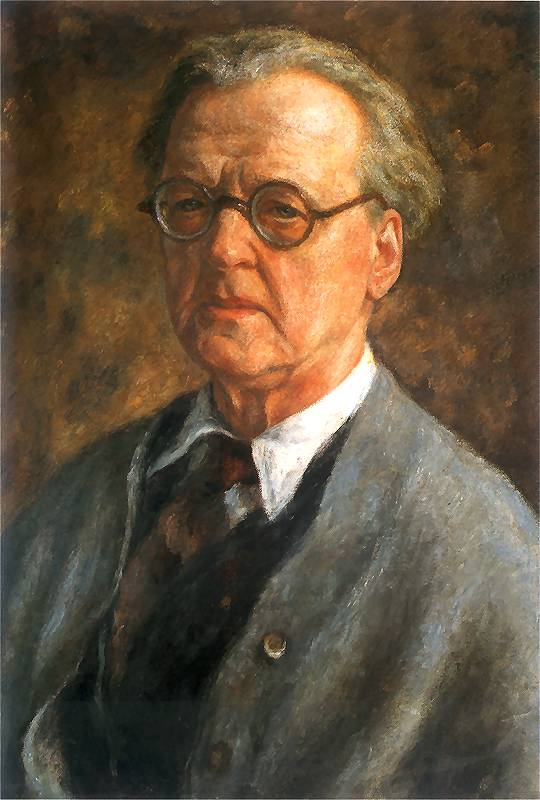
Jozef Pankiewicz, Self Portrait

Józef Pankiewicz (Lublin, 29 november 1866 - La Ciotat, Frankrijk, 4 juli, 1940) was een Pools kunstschilder en graficus. Zijn werk wordt overwegend gerekend tot het impressionisme.

## Leven en werk
Pankiewicz kreeg zijn opleiding aan de Kunstacademie van Warschau, bij Wojciech Gerson en Alexander Kamiński. Met zijn vriend Władysław Podkowiński ging hij vervolgens naar Sint-Petersburg en studeerde daar in 1885-1886 aan de kunstacademie. Onder invloed van het werk van de School van Barbizon schilderde hij in die periode in een realistische stijl. Na zijn terugkeer in Warschau opende hij met Podkowiński een studio en maakte vooral genrewerken over het Joodse leven van alledag.
In 1889 reisde Pankiewicz met Podkowiński af naar Parijs en ontmoette daar Władysław Ślewiński. Mede onder diens invloed schakelde hij over op de stijl van het impressionisme. In 1890 had hij in Warschau een succesvolle expositie met voornamelijk landschappen. Daarnaast schilderde hij ook veel portretten, stillevens en stadstaferelen. Later vertoont zijn werk ook invloeden van het postimpressionisme en het fauvisme en wordt hij wel de eerste Poolse colorist genoemd.
Pankiewicz maakte nog diverse reizen door Europa. Zijn vakanties bracht hij door in Frankrijk, waar hij Pierre Bonnard en Claude Monet leerde kennen. Tijdens de Eerste Wereldoorlog verbleef hij in Spanje en werd daar beïnvloed door het kubisme van Picasso en Braque.
Van 1897 tot 1910 was Pankiewicz lid van het Poolse genootschap 'Kunst' (Sztuka). Van 1906 tot 1923 (met uitzondering van de jaren 1914-1918) was hij professor aan de Kunstacademie van Krakau. Later was hij lange tijd directeur van de Parijse vestiging van de Academie van Krakau. In 1927 werd hij opgenomen in het Legion d'Honneur.
Bij het begin van de Tweede Wereldoorlog, in 1939, vertrok Pankiewicz naar La Ciotat, Zuid-Frankrijk, waar hij een jaar later kwam te overlijden, 83 jaar oud.

## Galerij

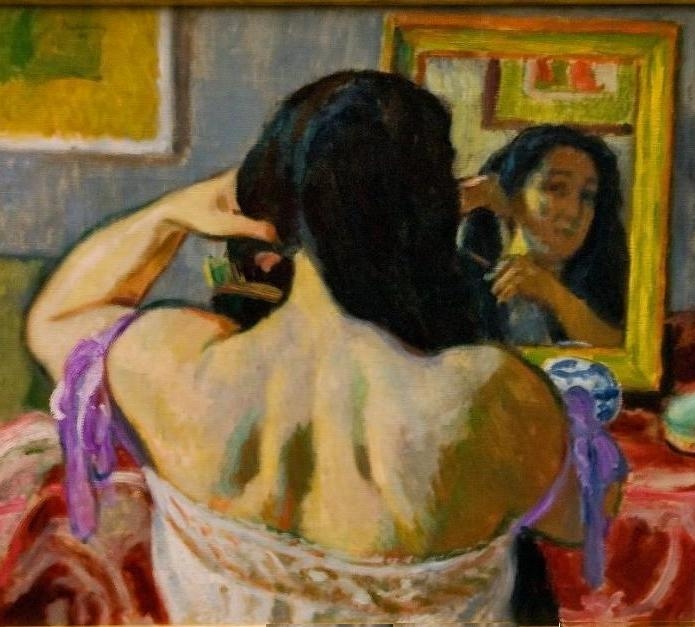
Vrouw kamt haar haar
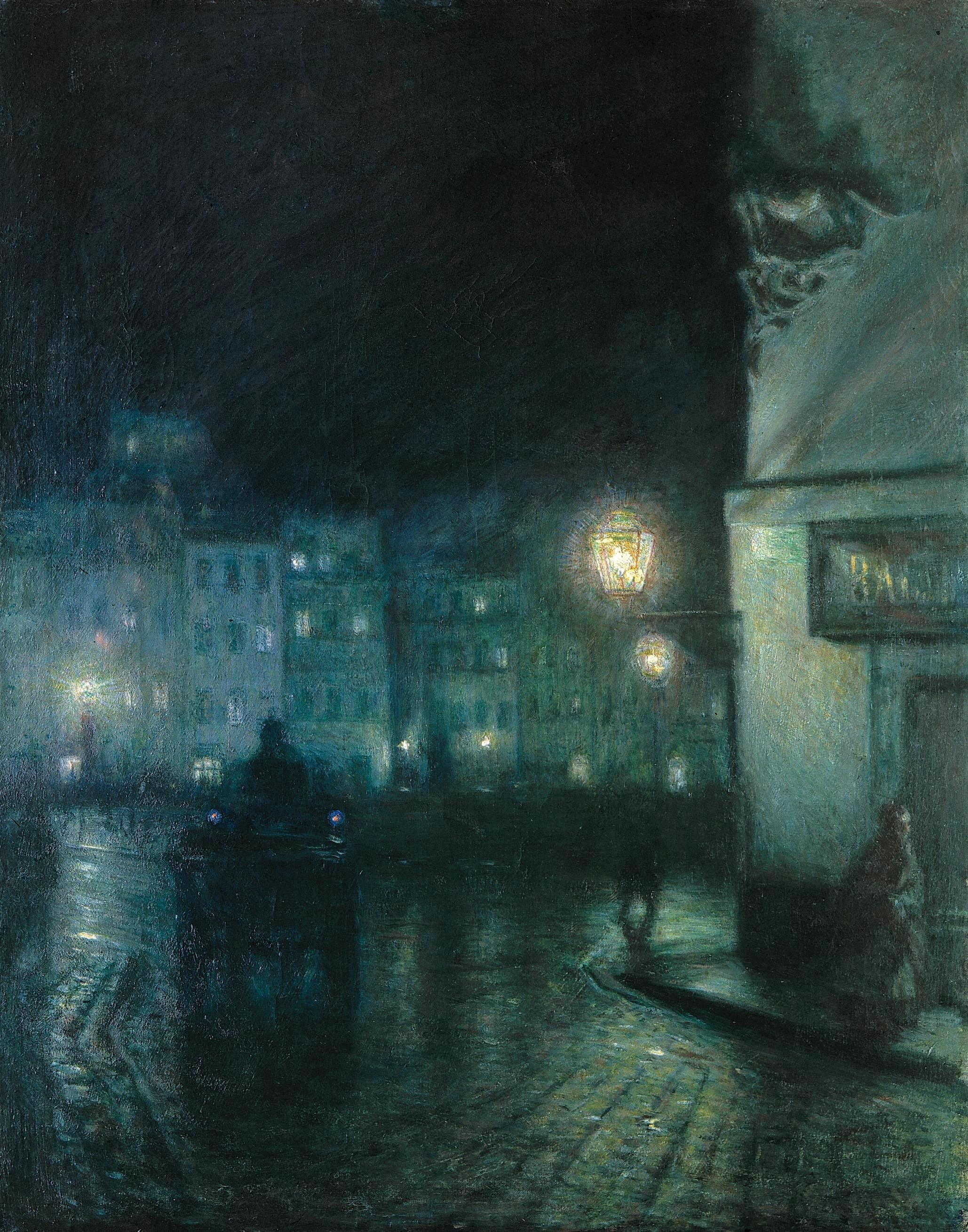
De marktplaats in Warschau bij nacht
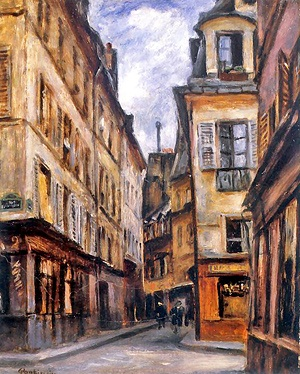
Rue Cardinale
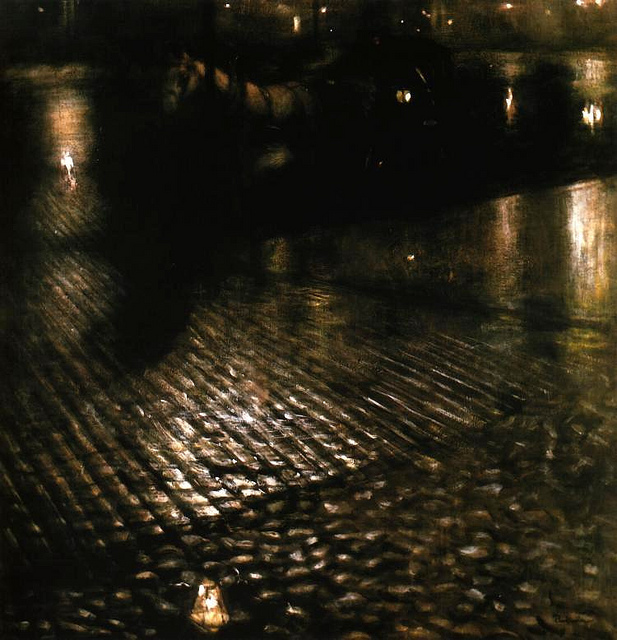
Een rijtuig bij nacht
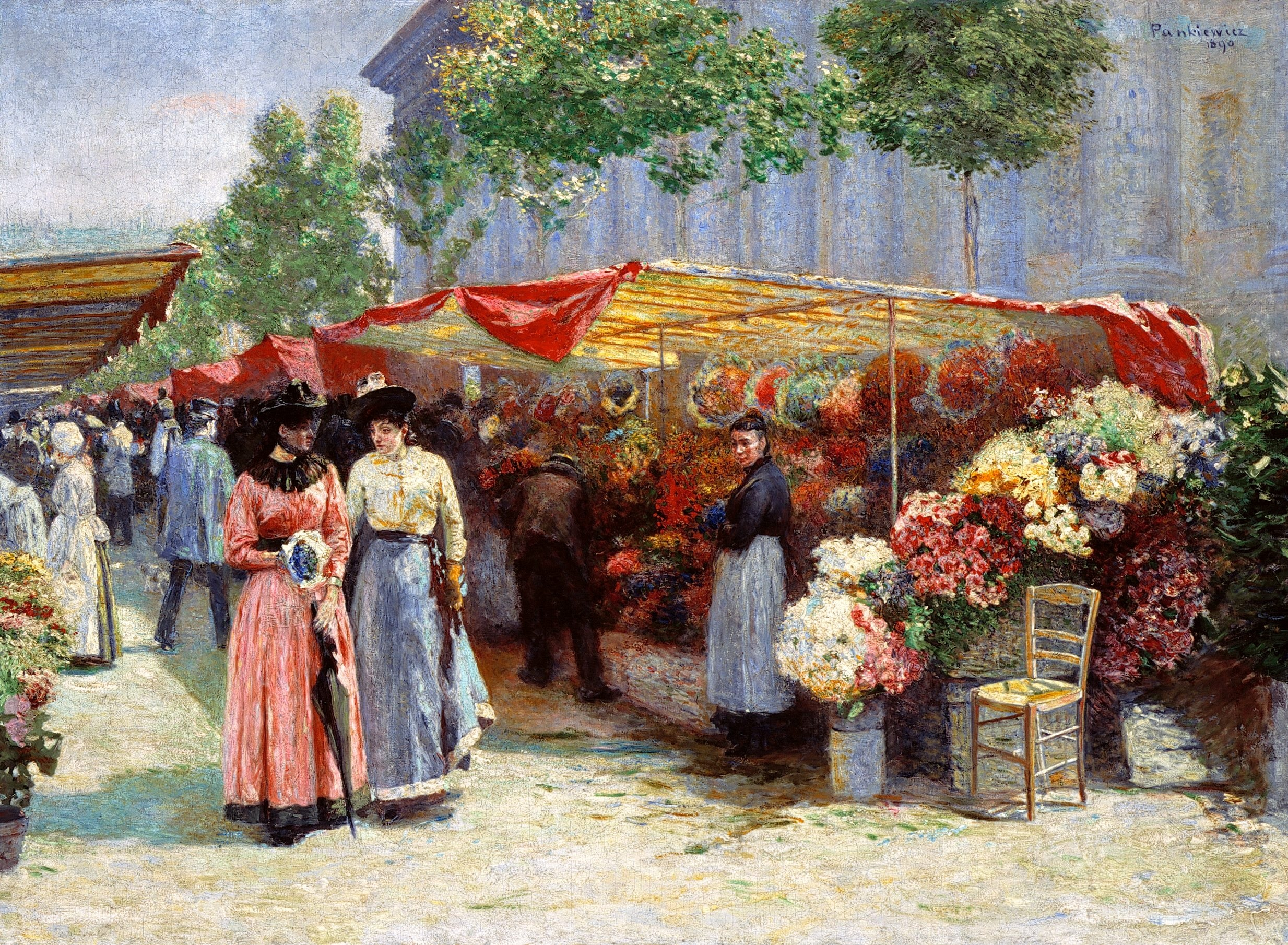
Bloemenmarkt voor de Madeleine in Parijs
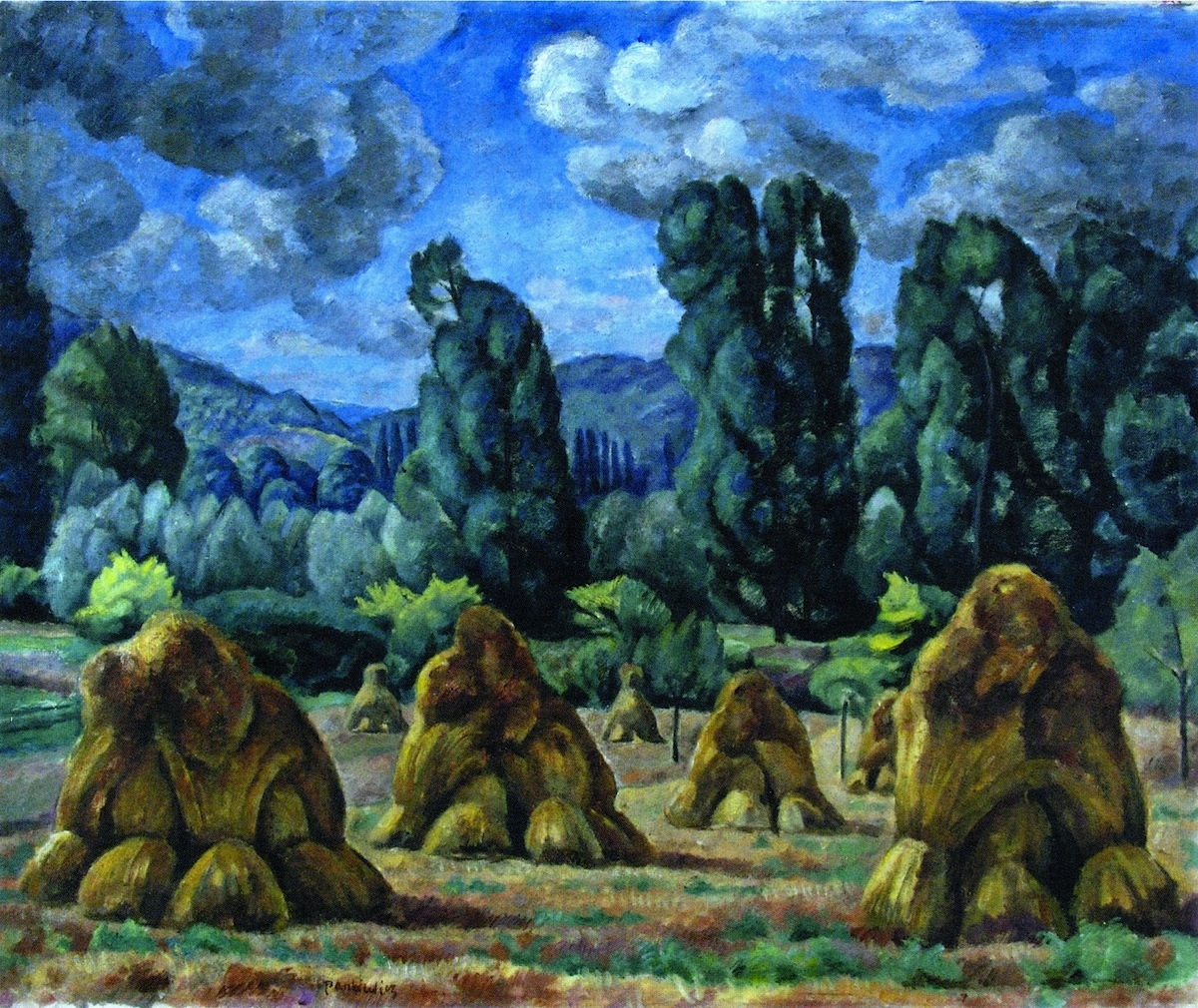
Hooibergen in Normandië
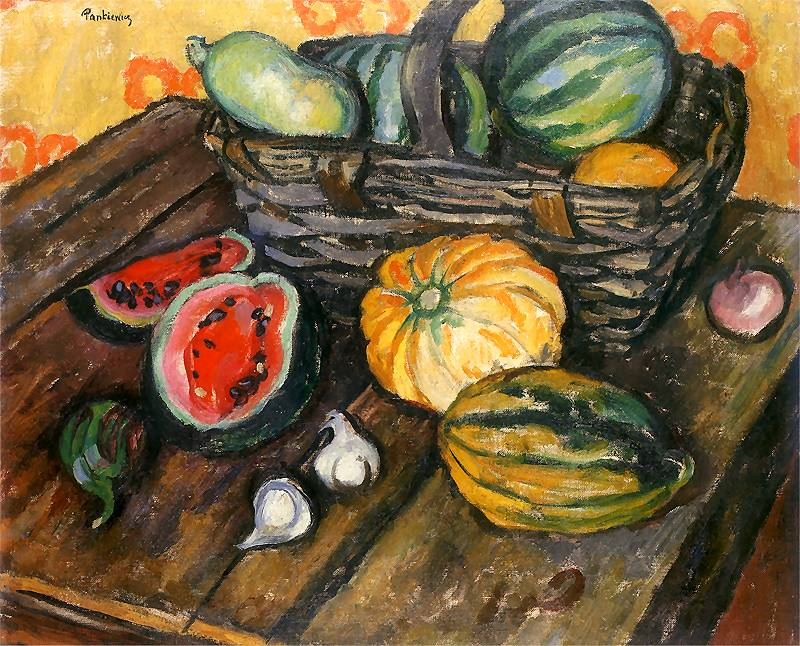
Stilleven met watermeloen
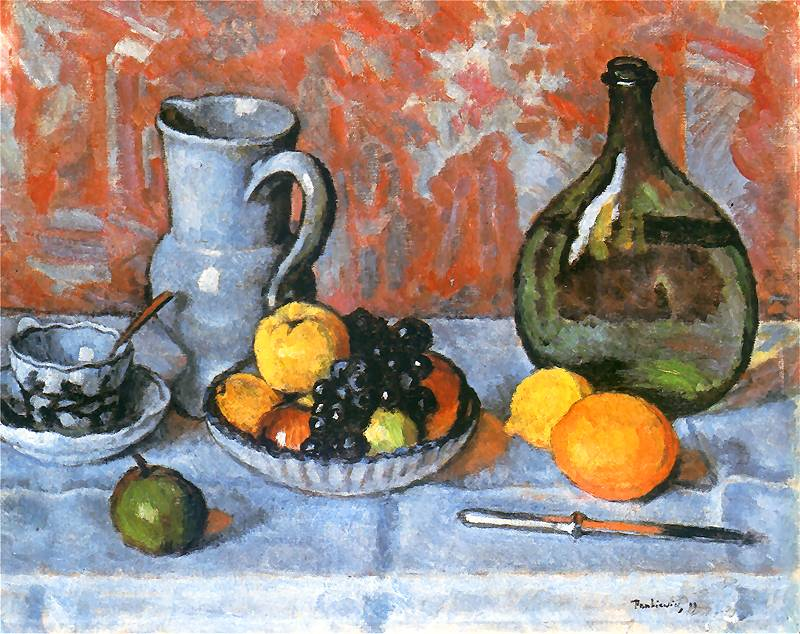
Stilleven met fruit en mes
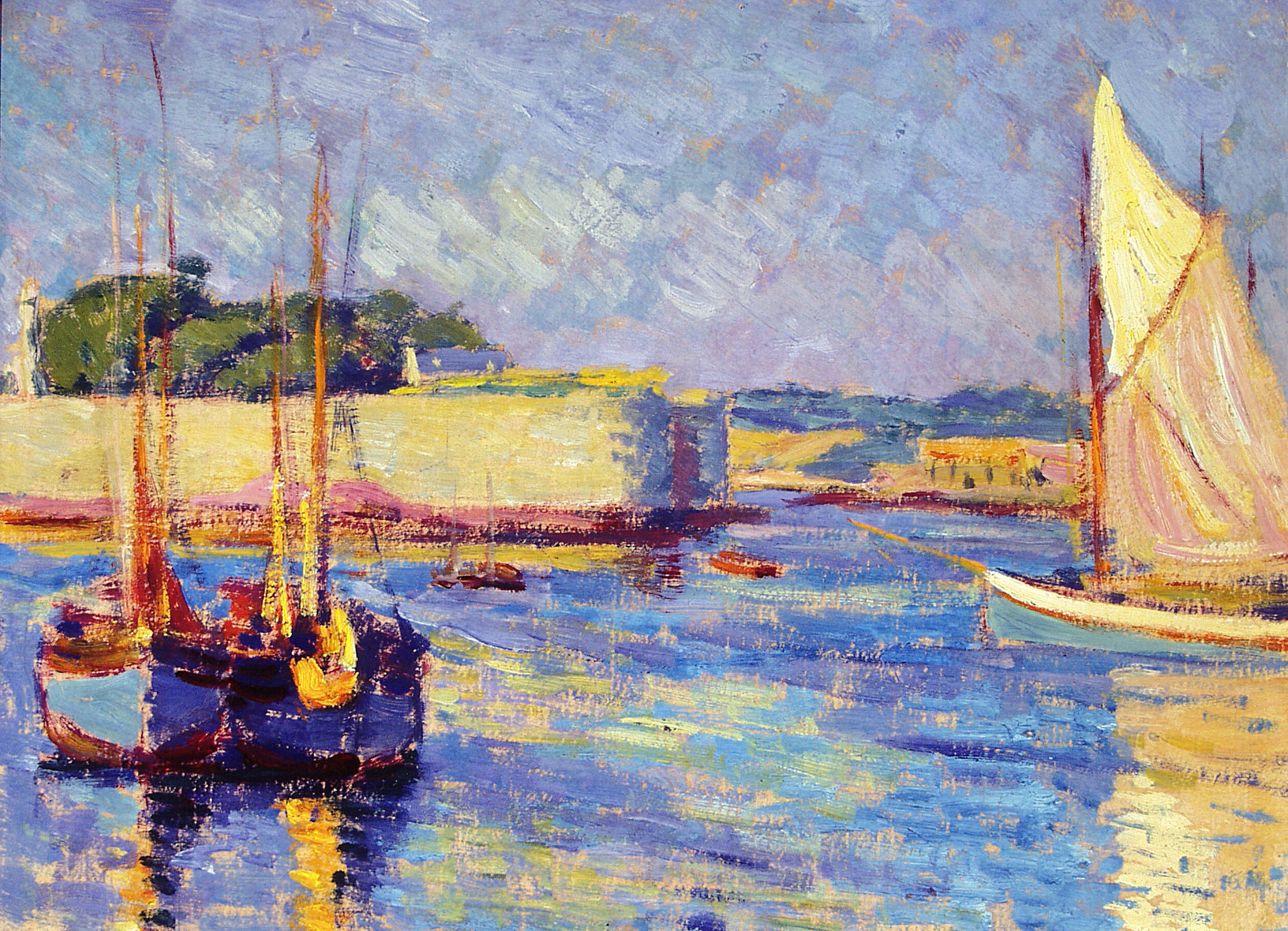
Haven van Concarneau
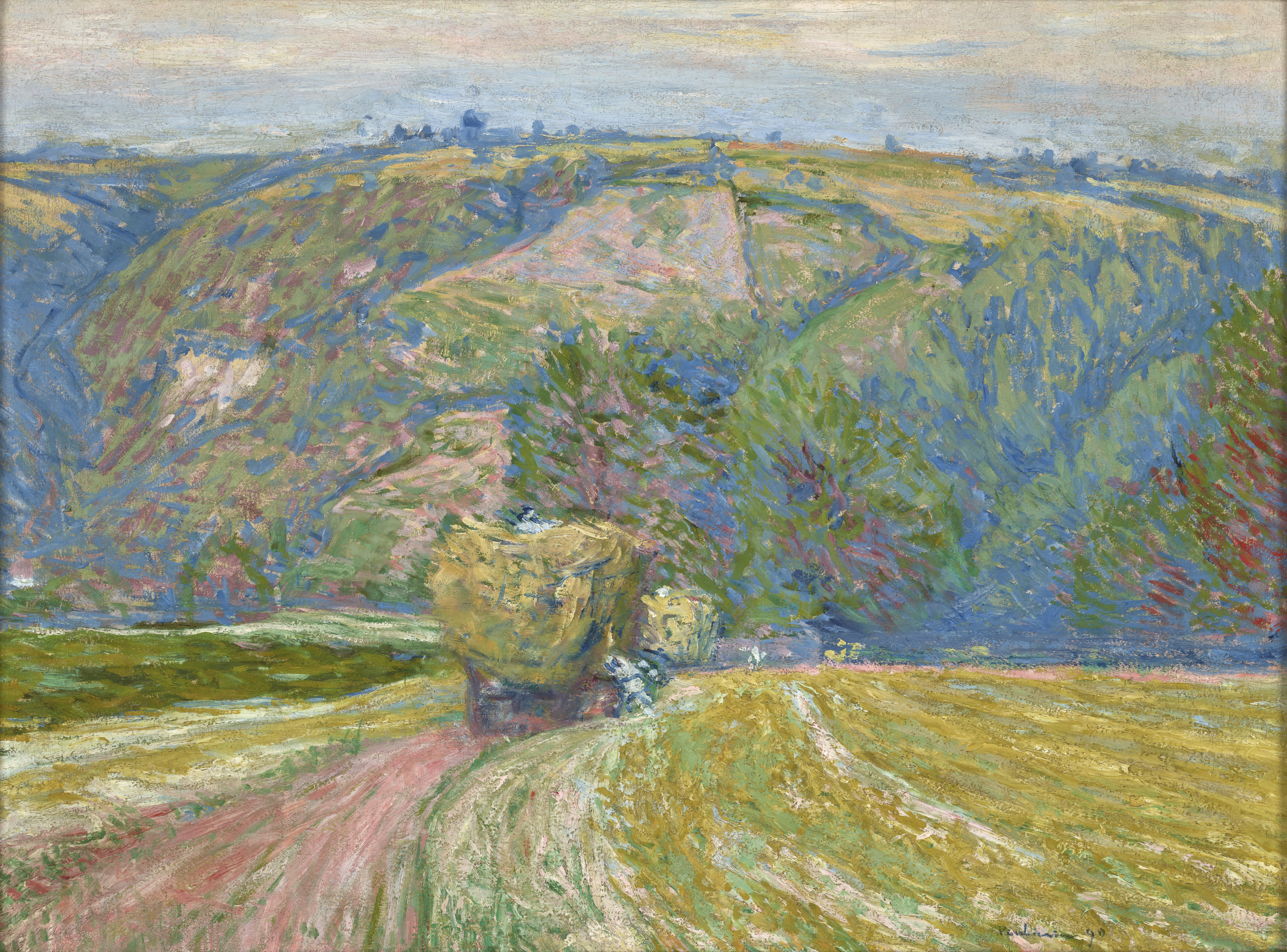
Kar geladen met hooi